# L'arrivée d'un train à La Ciotat
L'Arrivée d'un train en gare de La Ciotat o L' arrivée d'un train à La Ciotat (La llegada de un tren a la estación de La Ciotat) es una película muda francesa dirigida por los hermanos Lumière en 1895 y presentado por primera vez en enero de 1896.
Considerada una de las primeras películas proyectadas en público, tras otras también conocidas como La salida de los obreros de la fábrica. No obstante, aunque no sea la primera proyectada en público, se considera pionera en el lenguaje cinematográfico. 
Contrariamente a la creencia popular, la película no estuvo en el programa de 10 películas seleccionadas para el  estreno que tuvo lugar el 28 de diciembre de 1895 en el Salon indien du Grand Café, Place de l'Opéra de París.

## Impacto
Popularmente se dice que la reacción ante La llegada de un tren a la estación fue de miedo. Los espectadores no estaban acostumbrados a ver imágenes en movimiento en una pantalla, así que tuvieron miedo de que el tren, que avanzaba en su dirección, llegase hasta ellos. Se comenta también que incluso parte del público abandonó la sala y que no volvió a entrar hasta que no se aseguraron de que el tren no salía de la pantalla. Independientemente de la veracidad de los hechos, el impacto que causó esta innovación constituye las bases de lo que será el cine posterior.
Los hermanos Lumière estaban intentando conseguir una imagen en 3D incluso antes de esta primera exposición pública de películas en movimiento. Finalmente, Louis Lumière volvió a rodar La llegada de un tren a la estación con una cámara estereoscópica y la expuso, junto a una serie de otros cortometrajes 3D, en una reunión de 1934 de la Academia de la Ciencia de Francia.                                                                                                                                                 Teniendo en cuenta las contradicciones que llenan los informes del cine y el precine, es probable que los historiadores del cine primitivo mezclaran las reacciones del público en estas proyecciones separadas. Así pues, la intensa reacción del público se ajusta especialmente a la proyección de esta película, cuando el tren parecía realmente que se salía de la pantalla hacía el público.

## Producción
Esta película de  una sola escena de 50 segundos fue filmada en La Ciotat, Bouches-du-Rhône, Francia. Fue filmado por medio del Cinématographe, una cámara todo en uno, que también sirve como impresora y proyector de películas. Al igual que con todas las primeras películas de Lumière, esta película fue hecha en un formato de 35 mm con una relación de aspecto de 1.33: 1.
En 2020 se creó la versión mejorada y resonada de una película clásica en blanco y negro: Llegada de un tren a La Ciotat, The Lumière Brothers, 1896 en resolución 4K y 60 fps.

## Elementos cinematográficos
Hay una serie de elementos cinematográficos que aparecen por primera vez en esta película y que fijaron las bases del lenguaje cinematográfico.
- La innovadora composición del plano, rompiendo por primera vez la frontalidad gracias a la línea de ferrocarril que cruza en plano diagonal. No se sabe a ciencia cierta si este hecho se produjo de manera casual o inconsciente. Autores como Noël Burch, niegan la prefiguración del montaje clásico en esta película, diciendo que se ha dado demasiada importancia a escenas como esta por el hecho de haber sido pioneras, pero que realmente el resultado es consecuencia del azar. Así pues, se sostiene que ante la imposibilidad de reproducir el plano frontal de La salida de los obreros (solo posible si se colocaba la cámara encima los railes), los Lumiére optaron por una posición más sencilla, colocándola en el andén de la estación, consiguiendo así, por primera vez, una imagen en perspectiva en la gran pantalla.[5]
- En consecuencia, se trata de la primera película en que se hace evidente el recurso de la profundidad de campo, un concepto muy presente en todo el cine primitivo a causa de la utilización de grandes angulares. Aquí es especialmente notable por la innovadora composición del plano, en la que destacan las líneas de fuga de l'espacio.
- A causa de la composición, aparecen los primeros planos cortos (plano medio y primer plano) con dos pasajeros que avanzan por el andén hacia el objetivo de la cámara. Este elemento también da lugar a la aparición del fuera de campo (se materializa por el movimiento de estos pasajeros, que sobrepasan el objetivo de la cámara hasta desparecer del plano).
- Por primera vez, se introduce la idea del movimiento (posteriormente llamado motion picture), destacado por Godard, que señala que la película trata sobre un tren, no la estación. Este autor, además, no considera La llegada del tren a la ciudad como una película, sino un documental, puesto que para ser cine "tiene que contar con una historia e imaginación".
- También aparece la idea del suspense en el relato cinematográfico, materializado en la imagen de la locomotora que se acerca amenazando a la sala ocupada por el público.[6]